# Objetos (película)
Objetos (en inglés: Lost & Found ) es una película de suspenso de 2022 dirigida por Jorge Dorado con guion de Natxo López y protagonizada por Álvaro Morte, China Suárez y Verónica Echegui. Es una coproducción hispano-argentina-alemana.

## Argumento
La trama sigue a Mario, un personaje antihéroe, hosco, trabajador de objetos perdidos, que al manejar una maleta perdida encuentra restos humanos adentro viéndose envuelto en una investigación criminal relacionada con la trata de personas y la prostitución de lujo.

## Reparto
Entre el elenco de actores destacan:
- Álvaro Morte como Mario.[3]
- China Suárez como Sara.[3][4]
- Verónica Echegui como Helena.[3]
- Daniel Aráoz como Ochoa.[5]
- Pepa Gracia como Dolores.
- Andy Gorostiaga como Tom.[5]
- Maitane San Nicolás como Ana.[5]
- Selva Alemán como Emmeline.[6]
- Zorion Eguileor como Andrés.[7]

## Producción
Lost & Found es una coproducción España-Argentina-Alemania, de Tandem Films junto a Setembro Cine, Tormenta Films, La Maleta Perdida AIE, Pampa Films, In Post We Trust y Rexin Film. También contó con la participación de RTVE, Prime Video, ZDF y Telemadrid; y financiación de ICAA, INCAA, la Comunidad de Madrid, Ibermedia, Ayuntamiento de Madrid, ICO y Crea SGR. Fue rodado entre Madrid y la provincia de Jujuy.

## Lanzamiento
Filmax obtuvo los derechos de venta internacionales de la película. La película fue seleccionada para una preselección el 17 de septiembre de 2022 como película de clausura del 6º Festival de Cine de Santander. Distribuida por Filmax, se estrenó en España el 30 de septiembre de 2022.

## Recepción
Toni Vall de Cinemanía calificó la película con 3 estrellas sobre 5, considerando que, con una interesante premisa detectivesca sobre la trata de personas, es "efectiva casi todo el tiempo, extraordinariamente filmada", pero también "sufre en ocasiones de cierta precipitación" y una falta de plausibilidad.
Raquel Hernández Luján de HobbyConsolas calificó la película con 57 puntos sobre 100 ("más o menos") destacando el comienzo, la actuación de Echegui y el cameo de Eguileor como las mejores cosas de la película, que comienza a desmoronarse en la exploración de la red de prostitución de lujo por "su falta de congruencia".
Manuel J. Lombardo, de Diario de Sevilla, calificó la película con 2 estrellas sobre 5, considerando que presenta uno de esos guiones de género en los que "apenas queda algo auténtico que rascar" detrás de su "carcasa de estereotipos, temas [comunes] y lugares comunes".